# Бакоч, Любомир
Любомир (Любо) Бакоч (серб. Љубомир Љубо Бакоч; 19 февраля 1897, Поля — 8 мая 1942, Улошевина) — югославский черногорский партизан, участник Народно-освободительной войны Югославии, Народный герой Югославии.

## Биография
Родился 19 февраля 1897 в деревне Поля (около Мойковаца). До войны работал лесорубом. Член Коммунистической партии Югославии с 1939 года.
На фронте Народно-освободительной войны с 1941 года. Командовал 3-м батальоном Белопольского партизанского отряда.
Погиб 8 мая 1942 в Улошевине (около Мойковаца) от разрыва миномётного снаряда, выпущенного четниками Павле Юришича.
10 июля 1953 награждён посмертно Орденом и званием Народного героя Югославии.